# Crestview (Florida)
Crestview és una població dels Estats Units, seu del comtat d'Okaloosa, a l'estat de Florida. Segons el cens del 2000 tenia 14.766 habitants.

## Demografia
Segons el cens del 2000, Crestview tenia 14.766 habitants, 5.297 habitatges, i 3.893 famílies. La densitat de població era de 445,4 habitants per km².
Dels 5.297 habitatges en un 40,9% hi vivien nens de menys de 18 anys, en un 53,5% hi vivien parelles casades, en un 16,2% dones solteres, i en un 26,5% no eren unitats familiars. En el 22,7% dels habitatges hi vivien persones soles el 8,3% de les quals corresponia a persones de 65 anys o més que vivien soles. El nombre mitjà de persones vivint en cada habitatge era de 2,64 i el nombre mitjà de persones que vivien en cada família era de 3,09.
Per edats la població es repartia de la següent manera: un 29,2% tenia menys de 18 anys, un 8,9% entre 18 i 24, un 32,5% entre 25 i 44, un 17,8% de 45 a 60 i un 11,5% 65 anys o més.
L'edat mediana era de 33 anys. Per cada 100 dones de 18 o més anys hi havia 91,5 homes.
La renda mediana per habitatge era de 33.122 $ i la renda mediana per família de 38.824 $. Els homes tenien una renda mediana de 30.829 $ mentre que les dones 19.261 $. La renda per capita de la població era de 15.479 $. Entorn del 13,2% de les famílies i el 16,7% de la població estaven per davall del llindar de pobresa.

## Poblacions més properes
El següent diagrama mostra les poblacions més properes.